# Poseidon Linux
Poseidon é uma distribuição completa de GNU/Linux brasileira, desenvolvida para uso acadêmico (educacional e científico) que inclui programas para as áreas de matemática, química, geoprocessamento, estatística, bioinformática, entre outras. 
O nome desta distribuição deriva do personagem mitológico grego que regeria os mares, já que o grupo original de idealizadores são -na sua maioria, mas não exclusivamente- Oceanógrafos ou Biólogos Marinhos.
Atualmente está na versão 4.0, baseada no último Ubuntu com suporte de longo prazo 10.04 LTS. A Canonical, empresa que produz o Ubuntu Linux, garante atualizações por até 3 anos para as versões LTS, e a equipe Poseidon busca essa estabilidade e confiabilidade para dar suporte à sua distribuição para uso científico e acadêmico.

## Descrição
Trata-se de uma distribuição Linux para uso acadêmico / científico / educacional, composta majoritariamente por Software Livre (mas contém também algumas aplicações proprietárias), baseada primeiramente no Kurumin Linux e agora no Ubuntu Linux, e influenciada pelo Quantian Linux . 
Todos os programas podem funcionar a partir do live-DVD ("bootável"), sendo possível utilizar todos os programas sem instalar absolutamente nada. 
Existe também a opção (recomendável) de instalar no computador se o usuário assim desejar. 
Na instalação, podem ser criadas várias partições no disco rígido do computador e instalar o Poseidon Linux em uma delas, separado do(s) outro(s) sistema(s) operacional/ais que o usuário tenha ou queira ter no seu computador. Um administrador de arrancada (boot manager) permitirá escolher em qual sistema o usuário deseja trabalhar em cada seção.
A ideia do projeto é disponibilizar uma distribuição estável para usar em computadores (de mesa e portáteis) nas universidades, escolas, institutos de pesquisa, e também para uso doméstico. Assim, não é relançado tão freqüentemente como a base Ubuntu, mas quando os pacotes incluídos (muitos além do padrão Ubuntu e Gnome) alcançam uma porcentagem de atualização e segurança que requerem uma remasterização de um novo Poseidon. Assim, opta-se pelas versões com suporte de longo prazo LTS do Ubuntu para maior segurança e durabilidade.